# Anna Berghii
Anna Berghii (* 19. Februar 1993) ist eine moldauische Leichtathletin, die im Sprint und Hürdenlauf an den Start geht.

## Sportliche Laufbahn
Ihren ersten internationalen Wettkampf bestritt Anna Berghii beim Europäischen Olympischen Jugendfestival (EYOF) 2009 in Tampere, bei dem sie mit 1:05,56 min im Vorlauf über 400 m Hürden ausschied. Im Jahr darauf belegte sie bei den Jugend-Balkan-Meisterschaften in Edirne in 16,32 s den sechsten Platz im 100-Meter-Hürdenlauf und 2011 gelangte sie bei den Balkan-Meisterschaften in Sliwen mit 59,69 s auf den fünften Platz im 400-Meter-Hürdenlauf und belegte zudem in 3:55,67 min den vierten Platz mit der moldauischen 4-mal-400-Meter-Staffel. 2012 gewann sie bei den Junioren-Balkan-Meisterschaften in Eskişehir in 1:00,28 min die Bronzemedaille über 400 m Hürden und belegte in 25,84 s den vierten Platz im 200-Meter-Lauf. 2014 belegte sie bei den Balkan-Meisterschaften in Pitești in 1:01,15 min den vierten Platz im Hürdenlauf und wurde auch mit der Staffel in 3:47,82 min Vierte. Im Jahr darauf wurde sie bei der 3. Liga der Team-Europameisterschaft im Rahmen der Europaspiele in Baku in 59,82 s Vierte über 400 m Hürden und belegte in 14,95 s den siebten Platz über 100 m Hürden. Zudem wurde sie im Staffelbewerb in 3:41,91 min Dritte. Anschließend belegte sie bei den Balkan-Meisterschaften in Pitești in 1:00,55 min den vierten Platz über 400 m Hürden und bei den U23-Europameisterschaften in Tallinn schied sie mit 59,78 s im Vorlauf aus. 2016 gewann sie bei den Balkan-Meisterschaften in Pitești in 58,28 s die Silbermedaille hinter der Griechin Katerina Dalaka und im Jahr darauf belegte sie bei den Balkan-Meisterschaften in Novi Pazar in 1:01,39 min den fünften Platz. 2018 wurde sie aufgrund eines Dopingverstoßes mit einer vierjährigen Wettkampfsperre belegt.
2022 gelangte sie bei den Balkan-Meisterschaften in Craiova mit 59,74 min auf den vierten Platz im B-Lauf über 400 m Hürden. Im Jahr darauf wurde sie bei der 2. Liga der Team-Europameisterschaft im Rahmen der Europaspiele in Chorzów in 1:00,46 min Dritte im B-Lauf über 400 m Hürden und belegte in 47,60 s den vierten Platz mit der moldauischen 4-mal-100-Meter-Staffel. Zudem wurde sie mit der Mixed-Staffel über 4-mal 400 Meter in 3:29,66 min Siebte im B-Lauf. Anschließend belegte sie bei den Balkan-Meisterschaften in Kraljevo in 58,76 s den vierten Platz über 400 m Hürden. Im Jahr darauf wurde sie bei den Balkan-Hallenmeisterschaften in Istanbul in 56,61 s Erste im C-Lauf über 400 Meter.
In den Jahren 2011 und von 2013 bis 2017 wurde Berghii moldauische Meisterin im 400-Meter-Hürdenlauf sowie 2013, 2014 und 2022 im 200-Meter-Lauf. Zudem wurde sie 2017 Landesmeisterin im 100-Meter-Hürdenlauf und 2022 über 400 Meter. In den Jahren 2014 und 2016 und 2017 sowie 2022 und 2024 wurde sie Hallenmeisterin im 200-Meter-Lauf sowie 2016, 2017 und 2022 über 400 Meter. Zudem wurde sie 2017 Hallenmeisterin im 60-Meter-Lauf.

## Persönliche Bestleistungen
- 200 Meter: 24,25 s (+0,7 m/s), 29. Mai 2016 in Tiraspol
  - 60 Meter (Halle): 7,98 s, 8. Februar 2014 in Chișinău
- 400 Meter: 54,80 s, 11. Juni 2016 in Marsa
  - 400 Meter (Halle): 55,16 s, 11. Februar 2017 in Bukarest
- 100 m Hürden: 14,15 s (+0,4 m/s), 6. Juni 2014 in Cluj-Napoca
- 400 m Hürden: 58,28 s, 25. Juni 2016 in Pitești